# Chester Bennington
Pour les articles homonymes, voir Bennington.
Chester Bennington, né le 20 mars 1976 à Phoenix (Arizona) et mort le 20 juillet 2017 à Palos Verdes Estates (Californie), est un chanteur, compositeur et acteur américain.
Il a été le chanteur soliste du groupe de nu metal Linkin Park, du groupe Dead by Sunrise dont il était le fondateur et, de mai 2013 à novembre 2015, du groupe Stone Temple Pilots.

## Biographie

### Jeunesse et débuts
Chester Charles Bennington naît le 20 mars 1976 à Phoenix, en Arizona, d'un père policier et d'une mère infirmière. Chester a deux sœurs aînées et un demi-frère, Brian, de 13 ans son aîné. Il étudie au collège de Greenway et au lycée de Washington, où il est diplômé en 1994. Enfant, Chester chante dans toute la maison en s'imaginant être le cinquième membre de Depeche Mode.
Il déclare également être « un grand fan de Madonna depuis toujours ». Chester est abusé sexuellement par un ami de la famille alors qu'il n'a que 7 ans. Ses parents divorcent alors qu'il n'a que 11 ans. Il sombre alors dans la drogue. Dès ce moment et jusqu'à ses 16 ans, Chester a admis avoir fumé du cannabis, puis être tombé accroc à la cocaïne et à la méthamphétamine. Il n'a jamais caché son alcoolisme et ses addictions à la drogue, se décrivant lui-même comme un junkie.
Avant sa carrière musicale, il vit grâce à des petits boulots : assistant dans une entreprise de services numériques, il travaille également dans un bar. (Chester a sa propre idée de la religion : « Je crois en Dieu mais je ne pratique, prêche ou discute pas ouvertement de ma propre idée ».)[réf. souhaitée]

### Carrière

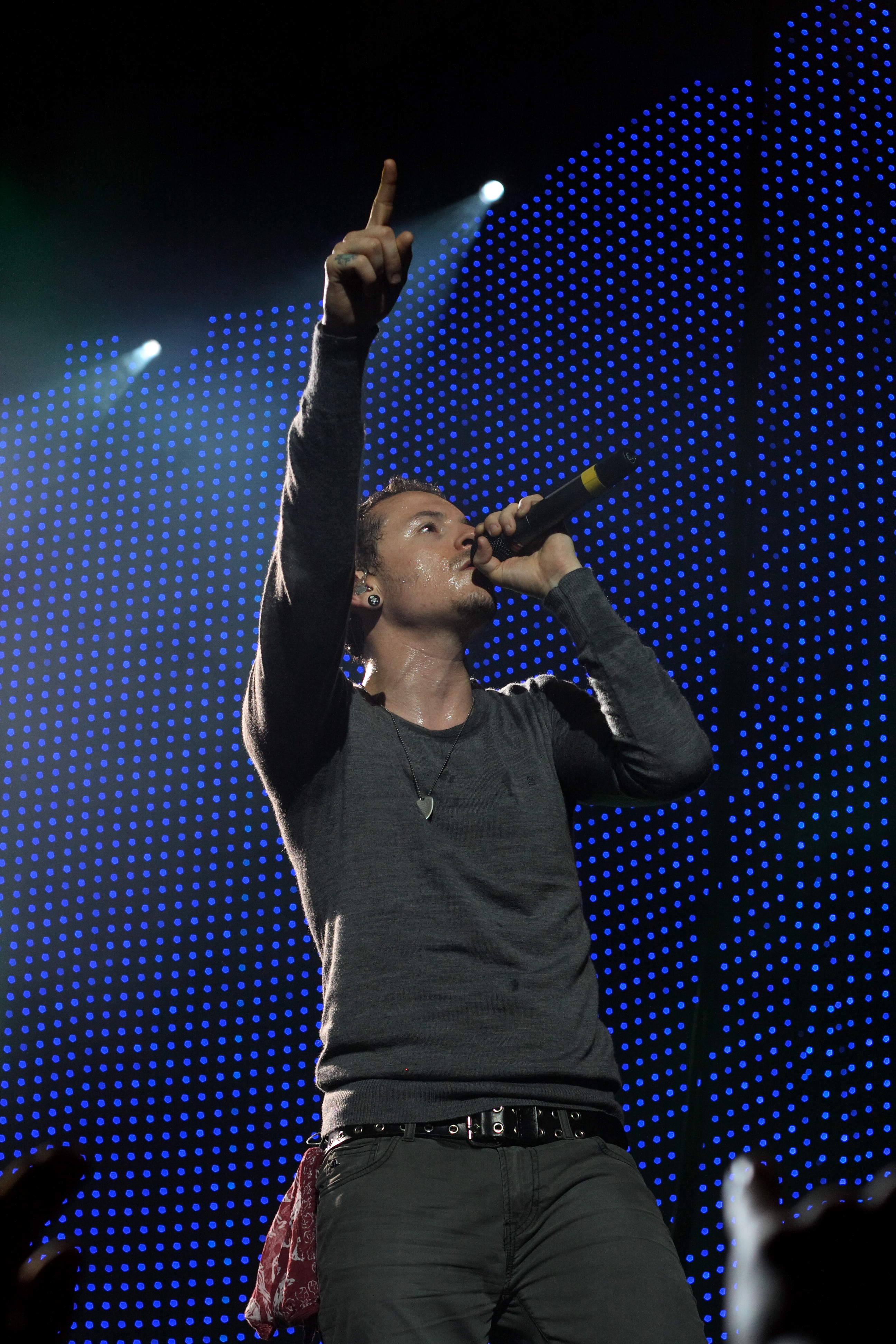
Chester Bennington en 2007.

Chester Bennington a toujours eu pour ambition de devenir chanteur. Son premier groupe était Grey Daze, un groupe de l’Arizona qu’il a rejoint en 1993. Mais quelque temps plus tard, Chester quitte le groupe car il voulait que son talent de parolier soit pleinement reconnu. Après une audition, il rejoint Linkin Park en 1997 pour en devenir le deuxième chanteur. En 2000, le groupe signe chez Warner Bros et sort son premier album : Hybrid Theory qui deviendra un succès mondial avec 24 millions de copies vendues. En 2002, Chester et Linkin Park sortent Reanimation, un remix des chansons d'Hybrid Theory. En 2003, un nouvel album sort : Meteora. Durant la même année sort le Live in Texas, enregistré lors de la tournée avec le groupe Metallica. Pendant l'été 2003, Bennington commence à souffrir de douleurs abdominales extrêmes et de problèmes gastro-intestinaux pendant le tournage du clip de Numb à Prague. Il est forcé de retourner aux États-Unis pour se soigner, et le reste de la vidéo est alors tourné à Los Angeles.
En 2004, Collision Course, un album réalisé avec Jay-Z, fait son apparition. En 2007, Linkin Park sort Minutes to Midnight, puis l'album live Road to Revolution: Live at Milton Keynes en 2008, enregistré devant plus de 55 000 spectateurs. Le 12 octobre 2009 sort le premier album de son nouveau groupe, Dead by Sunrise, intitulé Out of Ashes, pendant qu'il termine d'enregistrer le nouvel album de Linkin Park, A Thousand Suns, sorti le 13 septembre 2010. En 2012, le groupe sort son dernier album studio, Living Things, puis annonce en mai 2013 être en studio pour préparer un nouvel album.
Le 19 mai 2013, Chester Bennington devient le nouveau chanteur de Stone Temple Pilots, en remplacement de Scott Weiland alors parti en tournée. Cette opportunité constitue pour Chester Bennington l'accomplissement d'un véritable rêve d'enfant. À propos de son nouveau groupe, il dit : « J'aime Stone Temple Pilots depuis que j'ai 13 ans et ils ont eu une influence énorme sur moi. Quand l'opportunité de créer quelque chose ensemble s'est présentée, j'ai sauté dessus. Les mecs de Linkin Park m'ont apporté tout leur soutien pour faire cette collaboration pendant que je continuais à bosser avec eux sur notre nouvel album ». Il quitte le groupe en novembre 2015, après deux années de collaboration. En 2013, Linkin Park sort un nouvel album remix : Recharged, l'album The Hunting Party en 2014 et en 2017 One More Light.
Le 8 janvier 2018, Mark Morton (en), du groupe Lamb of God, dévoile à titre posthume, le premier single de son album solo Anesthetic (en). Ce premier single intitulé Cross off est un featuring avec Chester Bennington. Cette chanson a été enregistrée peu de temps avant son décès.

### Blessures et ennuis de santé
Chester Bennington a divers problèmes médicaux en dehors de la scène. Il subit une morsure grave d'une araignée recluse lors d'une tournée avec le Ozzfest en 2001. Chester Bennington est aux prises avec des ennuis de santé pendant la réalisation de Meteora et lutte pour assister à une partie des sessions d'enregistrement de l'album.
Chester Bennington subit une blessure au poignet en octobre 2007, alors qu'il tentait de sauter d'une plate-forme lors d'un spectacle à Melbourne, à la Rod Laver Arena. Malgré sa blessure, il termine le spectacle avec un poignet cassé, avant d'aller aux urgences. Il reçoit cinq points de suture.
Lors d'un match de basket entre les membres du groupe Linkin Park et ceux de Of Mice and Men, Chester Bennington fait une chute et se casse la cheville. Cet événement se déroule pendant leur tournée américaine The Hunting Party Tour le 20 janvier 2015. Il assure tout de même le show le soir, mais la suite de la tournée est annulée.

### Mort
Le 20 juillet 2017, le chanteur est retrouvé mort par un employé, pendu avec une ceinture dans sa résidence à Palos Verdes Estates, en Californie. Le médecin légiste confirme un suicide par pendaison. Son autopsie révèle qu'il avait consommé de l'alcool. En effet, une pinte de Corona à moitié vide a été retrouvée sur les lieux. Il est aussi présumé positif à une drogue dure (ecstasy) ; les tests supplémentaires menés pour obtenir une confirmation n'ont toutefois pas détecté la drogue.
La presse rapporte qu'il a été profondément ébranlé par le suicide de son ami Chris Cornell survenu deux mois plus tôt, en mai 2017. Chester Bennington avait d'ailleurs écrit en substance dans une lettre : « Je ne peux imaginer un monde sans toi ». Les médias soulignent d'ailleurs que le 20 juillet était l'anniversaire de Chris Cornell.
Le 29 juillet 2017, une cérémonie funéraire a eu lieu au Jardin Botanique de South Coast à Palos Verdes Estates en présence de nombreux musiciens de la scène rock. Il est ensuite incinéré.
Le 27 octobre suivant à Los Angeles, les cinq autres membres du groupe Linkin Park organisent un concert hommage au Hollywood Bowl. Participent à ce concert, entre autres : Jonathan Davis du groupe Korn , M. Shadows et Synyster Gates du groupe Avenged Sevenfold, Kiiara, Takahiro Morita du groupe One Ok Rock, Oliver Sykes du groupe Bring Me The Horizon interprétant Crawling, Machine Gun Kelly, Deryck Whibley et Frank Zummo du groupe Sum 41, Blink-182, Ryan Key, Alanis Morissette, Gavin Rossdale, Steve Aoki.

### Vie privée
Chester Bennington a six enfants : quatre garçons et deux filles (des jumelles). Jaime Bennington, son fils ainé, est né le 12 mai 1996 de sa relation avec sa petite amie de l'époque, Elka Brand. Isaiah Bennington est né le 8 novembre 1997 ; il est le fils d'Elka Brand mais n'est pas le fils biologique de Chester Bennington. Ce dernier s'était séparé d'Elka Brand en 1996 pour se marier avec sa première femme Samantha Marie Olit. Il adopte cependant officiellement Isaiah en 2006.
Le 31 octobre 1996, alors âgé de 20 ans, Chester Bennington se marie avec Samantha Marie Olit. N'ayant pas assez d'argent pour se permettre un vrai mariage, Chester Bennington travaillant alors dans un restaurant de l'enseigne Burger King, et, au lieu de s'acheter des alliances, ils se font tatouer celles-ci sur leurs doigts. Ensemble ils ont un fils Draven Sebastian Bennington, né le 19 avril 2002. Le 2 mai 2005, après huit ans et demi de mariage, le couple divorce. Alors affecté par sa précédente rupture, Chester Bennington rencontre Talinda Ann Bentley grâce à un ami commun. Chester Bennington a déclaré qu'il a tout de suite su que c'était la femme de sa vie. Ils emménagent ensemble au bout d'une semaine et se marient le 31 décembre 2005. Ensemble, ils ont un garçon, Tyler Lee, né le 16 mars 2006, et des jumelles, Lily et Lila, nées le 9 novembre 2011[source insuffisante].
Chester était un fan de l'équipe de NBA des Phoenix Suns, tandis que Mike Shinoda, autre chanteur du groupe Linkin Park, soutenait lui les Lakers.

## Discographie

### Albums collaboratif
- 1993 : Sean Dowdell and His Friends? (avec Grey Daze)
- 1994 : Wake Me (avec Grey Daze)
- 1997 : ...No Sun Today (avec Grey Daze)
- 1999 : Hybrid Theory EP (avec Linkin Park)
- 2000 : Hybrid Theory (avec Linkin Park)
- 2003 : Meteora (avec Linkin Park)
- 2003 : Live in Texas (avec Linkin Park)
- 2004 : Collision Course (avec Linkin Park)
- 2007 : Minutes to Midnight (avec Linkin Park)
- 2008 : Road to Revolution: Live at Milton Keynes (avec Linkin Park)
- 2009 : Out of Ashes (avec Dead by Sunrise)
- 2010 : A Thousand Suns (avec Linkin Park)
- 2012 : Living Things (avec Linkin Park)
- 2013 : High Rise (EP) (avec Stone Temple Pilots)
- 2014 : The Hunting Party (album) (avec Linkin Park)
- 2017 : One More Light (avec Linkin Park)
- 2017: One More Light Live (avec Linkin Park ) (à titre posthume)
- 2020 : Amends (avec Grey Daze) (à titre posthume)
- 2020: Hybrid Theory 20th Anniversary Edition (avec Linkin Park) (à titre posthume)
- 2021 : Amends...Stripped ( EP) (avec Grey Daze) (à titre posthume)
- 2022 : The Phoenix (avec Grey Daze) (à titre posthume)
- 2023 : Meteora 20th Anniversary Edition (avec Linkin Park) (à titre posthume)
- 2024 : Papercuts (Singles Collection 2000–2023) (avec Linkin Park) (à titre posthume)

### Collaborations
- 2001 - Wonderful, feat. Stone Temple Pilots (en live lors du Family Values Tour 2001, et disponible sur l'album live de la tournée)
- 2002 - State of the Art, feat. DJ Lethal de Limp Bizkit (non sorti)
- 2002 - Karma Killer, feat. Cyclefly (disponible sur l'album Crave de Cyclefy)
- 2004 - Rock and Roll (Could Never Hip-Hop Like This) Part 2, feat. Handsome Boy Modeling School et Mike Shinoda (disponible sur l'album White People de Handsome Boy Modeling School)
- 2004 - Numb / Encore / Yesterday, feat. Jay-Z et Paul Mc Cartney (en live lors des Grammy Awards de cette même année)
- 2005 - Home Sweet Home, feat. Mötley Crüe  (disponible uniquement en single)
- 2005 - Walking Dead, feat. DJ Z-Trip (disponible sur l'album Shifting Gears de DJ Z-Trip)
- 2006 - Whole Lotta Love, Paradise City et Highway to Hell (toutes en live lors d'un concert ; avec Slash, Joe Satriani et Camp Freddy)
- 2006 - Morning After, feat. Julien-K (bande originale du film Underworld Evolution)
- 2007 - Little Boxes (générique de la série Weeds pour l'épisode 14 de la saison 3)
- 2007 - Slow Ya Roll, feat. Young Buck  (disponible sur l'album Buck the World de Young Buck)
- 2008 - Hunger Strike, feat. Chris Cornell (en live lors du Projekt Revolution de cette même année)
- 2008 - We Made It (Busta Rhymes, feat. Chester Bennington et Mike Shinoda) (disponible uniquement en single promo)
- 2009 - Kick the Bass, feat. Julien-K (en live uniquement)  (disponible sur l'album l'album Death to Analog de Julien-K)
- 2010 - Riders on the Storm (Santana, feat. Chester Bennington et Ray Manzarek) (disponible sur l'album Guitar Heaven: The Greatest Guitar Classics of All Time de Santana)
- 2013 - A Light that Never Comes, feat. Steve Aoki et Mike Shinoda (disponible en jouant au jeu Facebook LPrecharge (le 12 septembre 2013) ainsi que sur l'album Recharged de Linkin Park
- 2015 - Darker than Blood, feat. Steve Aoki et Mike Shinoda  (disponible sur l'album Neon Future 2 de Steve Aoki)
- 2017 - Heavy (Remix), feat Waxx (disponible sur YouTube)
- 2018 - "Cross off" ,Mark Morton feat Chester Bennington (Disponible sur youtube)
- 2023 - Crazy, feat. Slash (Guns'n'Roses), Dug Pinnick, Matt Starr. Producer [Big Chris Flores] Recorded in 2010 (Disponible sur Youtube)

## Filmographie

### Cinéma
- 2006 : Hyper Tension (Crank) de Mark Neveldine : le client dans la pharmacie[6]
- 2009 : Hyper Tension 2 (Crank: High Voltage) de Mark Neveldine et Brian Taylor : l'homme contre lequel Chev Chelios (Jason Statham) se frotte le bras à l'hippodrome
- 2010 : Saw 3D : Chapitre Final (Saw 3D) de Kevin Greutert : Evan
- 2012 : Artifact de Jared Leto : lui-même